# Jan Haak Oosting
Jan Haak Oosting (Assen, 27 oktober 1749 – Assen, 1 december 1828) was een Nederlandse politicus, jurist en belastingontvanger.

## Leven en werk
Oosting was een zoon van Henricus Oosting (1718-1793), schulte van Sleen, en Johanna Margaretha Haak. Hij studeerde rechten in Groningen en vestigde zich als advocaat in Assen.
Hij trouwde in 1777 met Barbara Maria van Lier (1751-1778), dochter van Johannes van Lier, en in 1782 met Catharina Evers. Uit het tweede huwelijk onder anderen een zoon Hendrik Jan, die later burgemeester werd in Assen.
Oosting bekleedde diverse publieke functies, hij was landdagcomparant en rentmeester der domeinen (1779-1785). In 1785 werd hij als opvolger van zijn schoonvader Van Lier ontvanger-generaal (belastingontvanger) van Drenthe. Hij was daarnaast lid van de Etstoel (1786-1798), assessor (1807-1810), lid van de Generaliteitsrekenkamer en lid van Provinciale Staten van Drenthe (1814-1818). Hij stichtte het landgoed De Eerste Steen in Assen.
- Biografisch Portaal: 45738016
- Parlement.com: vg09llvvckz7